# Main Aurr Mrs Khanna
Main Aurr Mrs Khanna è un film del 2009 diretto da Prem Soni.